# Championnat des États-Unis de rugby à XV 2014
Navigation
Elite Cup 2013 Men's D1 Club Championship 2015
Le championnat des États-Unis de rugby à XV 2014 ou Men's D1 Club Championship 2014 est la 35e édition de la compétition interclubs qui se déroule du - au 31 mai 2014 et oppose des équipes réparties dans 8 secteurs géographiques. À l'instar du système pratiqué dans le Campeonato Argentino en Argentine, des clubs issus des Geographical Unions (GUs) d'Empire ou de New England, par exemple, sont regroupés dans une zone dénommée Atlantic North au sein du championnat Northeast. Par ailleurs, avec la création de la Pacific Rugby Premiership, les championnats Northern California et Southern California se voient amputés de clubs tels que le S.F.G.G., l'Olympic Club Rugby de San Francisco et Belmont Shore.

## Format
Les différentes équipes sont partagées selon les 12 Geographical Unions en 2 Leagues et 8 Conferences distinctes. Les poules régionales sont réparties de la manière suivante :
- Eastern League
- Atlantic North ou Northeast (New-England et Empire) regroupant des clubs des États du Massachusetts, de New York, du Connecticut, du Maine, du New Hampshire, de Rhode Island, du Vermont et d'une partie du New Jersey.
- Midwest regroupant des clubs des États du l'Illinois, de l'Indiana, de l'Iowa, du Michigan, du Minnesota, de l'Ohio, du Kentucky, de Virginie-Occidentale, du Wisconsin et d'une partie de la Pennsylvanie.
- Mid-Atlantic (Capital et Eastern Penn) regroupant des clubs des États du Delaware, du Maryland, de la Virginie, du District of Columbia et d'une partie de la Pennsylvanie et du New Jersey.
- Southern (True South,  Carolinas et Florida) regroupant des clubs des États de la Caroline du Nord, de la Caroline du Sud, de l'Alabama, du Tennessee, du Mississippi et d'une partie de la Louisiane et de l'Arkansas.

- Western League
- Frontier ou West (Mid-America) regroupant des clubs des États du Dakota du Sud, du Nebraska, du Kansas, du Missouri, du Colorado, du Wyoming et de l'Utah.
- Red River (Texas, True South et Mid-America) regroupant des clubs des États du Texas, de l'Oklahoma et d'une partie de la Louisiane et de l'Arkansas.
- Pacific South ou Southern California (Southern California) regroupant des clubs des États de l'Arizona, du Nouveau-Mexique et d'une partie de la Californie et du Nevada.
- Pacific North (Pacific Northwest et Northern California) regroupant des clubs des États de l'Oregon, de l'Idaho, de l'État de Washington et d'une partie de la Californie et du Nevada.

À l'issue de la 1re phase, des barrages sont organisés dans les 2 Leagues : le 2e d' Atlantic North affronte le 1er de Southern dans l' Eastern League et le 1er de Frontier rencontre le 2e de Red River dans la Western League. Les 2 vainqueurs accèdent aux quarts de finale.

## Phase régulière

### Eastern League

#### Atlantic NorthouNortheast

##### Classement[2]
| Rang | Club             | J  | V  | N | D  | Bo | Bd | Pm  | Pe  | Diff | Pts |
| ---- | ---------------- | -- | -- | - | -- | -- | -- | --- | --- | ---- | --- |
| 1    | N.Y.A.C.         | 12 | 11 | 0 | 1  | 10 | 0  | 483 | 170 | +313 | 54  |
| 2    | Old Blue RFC     | 12 | 10 | 0 | 2  | 8  | 0  | 470 | 285 | +185 | 48¹ |
| 3    | Boston R.C.      | 12 | 9  | 0 | 3  | 10 | 0  | 453 | 182 | +271 | 46  |
| 4    | Irish Wolfhounds | 12 | 4  | 0 | 8  | 4  | 0  | 203 | 365 | -162 | 20  |
| 5    | Mystic River     | 12 | 3  | 1 | 8  | 5  | 0  | 218 | 346 | -128 | 19  |
| 6    | White Plains     | 12 | 2  | 1 | 9  | 7  | 0  | 245 | 341 | -96  | 17  |
| 7    | Middlesex        | 12 | 2  | 0 | 10 | 3  | 0  | 190 | 573 | -383 | 11  |

¹Old Blue RFC affronte en barrage Life Running Eagles, seul club à n'avoir participé à aucun championnat.
|  | Qualifié pour la phase finale (no 1). |
|  | Qualifié pour le Play-In (no 2).      |

Attribution des points : victoire sur tapis vert : 5, victoire : 4, match nul : 2, défaite : 0, forfait : -2 ; plus les bonus (offensif : 4 essais marqués ; défensif : défaite par 7 points d'écart maximum).

#### Midwest

##### Classement[4]
| Rang | Club                   | J  | V  | N | D  | Bo | Bd | Pm  | Pe  | Diff | Pts |
| ---- | ---------------------- | -- | -- | - | -- | -- | -- | --- | --- | ---- | --- |
| 1    | Metropolis Minneapolis | 14 | 12 | 1 | 1  | 13 | 0  | 528 | 179 | +349 | 63  |
| 2    | Kansas City Blues      | 14 | 10 | 0 | 4  | 9  | 0  | 453 | 278 | +175 | 49  |
| 3    | Milwaukee Barbarians   | 14 | 8  | 0 | 6  | 9  | 0  | 339 | 320 | +19  | 41  |
| 4    | Columbus RC            | 13 | 6  | 1 | 6  | 9  | 0  | 342 | 426 | -84  | 35  |
| 5    | Chicago Lions          | 11 | 4  | 1 | 6  | 11 | 0  | 277 | 323 | -46  | 29  |
| 6    | Palmer Dragons         | 13 | 5  | 0 | 8  | 8  | 0  | 294 | 353 | -59  | 28  |
| 7    | Chicago Griffins       | 13 | 4  | 1 | 8  | 7  | 0  | 262 | 406 | -144 | 25  |
| 8    | Cincinnati Wolfhounds  | 12 | 1  | 0 | 11 | 4  | 0  | 192 | 402 | -210 | 8   |

|  | Qualifié pour la phase finale (no 1). |

Attribution des points : victoire sur tapis vert : 5, victoire : 4, match nul : 2, défaite : 0, forfait : -2 ; plus les bonus (offensif : 4 essais marqués ; défensif : défaite par 7 points d'écart maximum).

#### Mid-Atlantic

##### Classement
| Rang | Club                    | J  | V  | N | D  | Bo | Bd | Pm  | Pe  | Diff | Pts |
| ---- | ----------------------- | -- | -- | - | -- | -- | -- | --- | --- | ---- | --- |
| 1    | Norfolk Blues           | 14 | 12 | 0 | 2  | 9  | 0  | 456 | 248 | +208 | 57  |
| 2    | Baltimore-Chesapeake    | 14 | 9  | 0 | 5  | 10 | 0  | 347 | 260 | +87  | 46  |
| 3    | Potomac Athletic        | 14 | 9  | 0 | 5  | 9  | 0  | 345 | 298 | +47  | 45  |
| 4    | Schuylkill River Exiles | 14 | 8  | 0 | 6  | 10 | 0  | 375 | 313 | +62  | 42  |
| 5    | Maryland Exiles         | 14 | 7  | 0 | 7  | 13 | 0  | 387 | 405 | -18  | 41  |
| 6    | Raleigh Vipers          | 14 | 5  | 0 | 9  | 9  | 0  | 327 | 350 | -23  | 29  |
| 7    | Pittsburgh Harlequins   | 14 | 6  | 0 | 8  | 4  | 0  | 257 | 289 | -32  | 28  |
| 8    | Northern Virginia RFC   | 14 | 0  | 0 | 14 | 1  | 0  | 216 | 547 | -331 | 1   |

|  | Qualifiés pour la phase finale régionale. |

Attribution des points : victoire sur tapis vert : 5, victoire : 4, match nul : 2, défaite : 0, forfait : -2 ; plus les bonus (offensif : 4 essais marqués ; défensif : défaite par 7 points d'écart maximum).

##### Tableau final[5]
|  | Demi-finales                         | Demi-finales                         | Demi-finales                         | Demi-finales                         |                         |                         | Finale                               | Finale                               | Finale                               | Finale                               |
|  |                                      |                                      |                                      |                                      |                         |                         |                                      |                                      |                                      |                                      |
|  | 26 avril 2014, Wilmington (Delaware) | 26 avril 2014, Wilmington (Delaware) | 26 avril 2014, Wilmington (Delaware) | 26 avril 2014, Wilmington (Delaware) |                         |                         | 27 avril 2014, Wilmington (Delaware) | 27 avril 2014, Wilmington (Delaware) | 27 avril 2014, Wilmington (Delaware) | 27 avril 2014, Wilmington (Delaware) |
|  | Norfolk Blues                        | Norfolk Blues                        | 15                                   | 15                                   |                         |                         | 27 avril 2014, Wilmington (Delaware) | 27 avril 2014, Wilmington (Delaware) | 27 avril 2014, Wilmington (Delaware) | 27 avril 2014, Wilmington (Delaware) |
|  | Norfolk Blues                        | Norfolk Blues                        | 15                                   | 15                                   |                         |                         | 27 avril 2014, Wilmington (Delaware) | 27 avril 2014, Wilmington (Delaware) | 27 avril 2014, Wilmington (Delaware) | 27 avril 2014, Wilmington (Delaware) |
|  | Schuylkill River Exiles              | Schuylkill River Exiles              | 17                                   | 17                                   |                         |                         | 27 avril 2014, Wilmington (Delaware) | 27 avril 2014, Wilmington (Delaware) | 27 avril 2014, Wilmington (Delaware) | 27 avril 2014, Wilmington (Delaware) |
|  | Schuylkill River Exiles              | Schuylkill River Exiles              | 17                                   | 17                                   | Schuylkill River Exiles | Schuylkill River Exiles | 22                                   | 22                                   |                                      |                                      |
|  | 26 avril 2014, Wilmington (Delaware) |                                      |                                      |                                      | Schuylkill River Exiles | Schuylkill River Exiles | 22                                   | 22                                   |                                      |                                      |
|  |                                      |                                      | Potomac Athletic                     | Potomac Athletic                     | 14                      | 14                      |                                      |                                      |                                      |                                      |
|  | Baltimore-Chesapeake                 | Baltimore-Chesapeake                 | Potomac Athletic                     | Potomac Athletic                     | 14                      | 14                      | 22                                   | 22                                   |                                      |                                      |
|  | Baltimore-Chesapeake                 | Baltimore-Chesapeake                 |                                      |                                      |                         |                         |                                      | 22                                   |                                      |                                      |
|  | Potomac Athletic                     | Potomac Athletic                     | 23                                   | 23                                   |                         |                         |                                      |                                      |                                      |                                      |
|  | Potomac Athletic                     | Potomac Athletic                     | 23                                   | 23                                   |                         |                         |                                      |                                      |                                      |                                      |

#### Southern
Life Running Eagles, seul club engagé dans le Southern, est directement qualifié pour le Play-In.

### Western League

#### FrontierouWest

##### Classement[6]
| Rang | Club              | J | V | N | D | Bo | Bd | Pm  | Pe | Diff | Pts |
| ---- | ----------------- | - | - | - | - | -- | -- | --- | -- | ---- | --- |
| 1    | Glendale Raptors  | 3 | 3 | 0 | 0 | 3  | 0  | 109 | 19 | +90  | 15¹ |
| 2    | Provo Steelers    | 3 | 1 | 0 | 2 | 1  | 0  | 66  | 76 | -10  | 5   |
| 3    | Boulder Rugby     | 1 | 1 | 0 | 0 | 0  | 0  | 19  | 0  | +19  | 4   |
| 4    | Utah Islanders    | 2 | 1 | 0 | 1 | 0  | 0  | 34  | 47 | -13  | 4   |
| 5    | Denver Barbarians | 3 | 0 | 0 | 3 | 0  | 0  | 0   | 86 | -86  | -1¹ |

¹Denver Barbarians a été pénalisé d'un point. Glendale Raptors et Denver Barbarians ont rejoint la Pacific Rugby Premiership.
|  | Qualifié pour le Play-In (no 2). |

Attribution des points : victoire sur tapis vert : 5, victoire : 4, match nul : 2, défaite : 0, forfait : -2 ; plus les bonus (offensif : 4 essais marqués ; défensif : défaite par 7 points d'écart maximum).

#### Red River

##### Classement[7]
| Rang | Club                | J  | V  | N | D  | Bo | Bd | Pm  | Pe  | Diff | Pts |
| ---- | ------------------- | -- | -- | - | -- | -- | -- | --- | --- | ---- | --- |
| 1    | New Orleans Rugby   | 16 | 14 | 1 | 1  | 13 | 0  | 753 | 177 | +576 | 71  |
| 2    | Dallas Rugby        | 16 | 13 | 1 | 2  | 12 | 0  | 756 | 134 | +622 | 66  |
| 3    | Austin Blacks       | 16 | 11 | 1 | 4  | 12 | 0  | 599 | 320 | +279 | 58  |
| 4    | Dallas Harlequins   | 16 | 9  | 0 | 7  | 9  | 0  | 423 | 331 | +92  | 45  |
| 5    | Houston Athletic    | 16 | 8  | 0 | 8  | 6  | 0  | 340 | 520 | -180 | 38  |
| 6    | Austin Huns         | 16 | 7  | 0 | 9  | 7  | 0  | 505 | 442 | +63  | 35  |
| 7    | Griffins RC         | 16 | 5  | 1 | 10 | 8  | 0  | 380 | 473 | -93  | 30  |
| 8    | Fort Worth RC       | 16 | 2  | 0 | 14 | 2  | 0  | 202 | 807 | -605 | 10  |
| 9    | The Woodlands Rugby | 16 | 1  | 0 | 15 | 2  | 0  | 150 | 904 | -754 | 6   |

|  | Qualifié pour la phase finale (no 1). |
|  | Qualifié pour le Play-In (no 2).      |

Attribution des points : victoire sur tapis vert : 5, victoire : 4, match nul : 2, défaite : 0, forfait : -2 ; plus les bonus (offensif : 4 essais marqués ; défensif : défaite par 7 points d'écart maximum).

#### Pacific SouthouSouthern California

##### Classement[8]
| Rang | Club                 | J  | V | N | D | Bo | Bd | Pm  | Pe  | Diff | Pts |
| ---- | -------------------- | -- | - | - | - | -- | -- | --- | --- | ---- | --- |
| 1    | Los Angeles Rugby    | 10 | 9 | 0 | 1 | 9  | 0  | 353 | 143 | +210 | 45  |
| 2    | San Diego Old Aztecs | 10 | 8 | 0 | 2 | 8  | 0  | 476 | 152 | +324 | 40  |
| 3    | OMBAC DI             | 8  | 4 | 0 | 4 | 4  | 0  | 153 | 262 | -109 | 20  |
| 4    | Santa Monica         | 10 | 3 | 0 | 7 | 4  | 0  | 168 | 349 | -181 | 16  |
| 5    | Las Vegas Blackjacks | 10 | 3 | 0 | 7 | 3  | 0  | 185 | 267 | -82  | 15  |
| 6    | Belmont Shore DI     | 8  | 1 | 0 | 7 | 0  | 0  | 109 | 271 | -162 | 4   |

|  | Qualifiés pour la finale régionale. |

Attribution des points : victoire sur tapis vert : 5, victoire : 4, match nul : 2, défaite : 0, forfait : -2 ; plus les bonus (offensif : 4 essais marqués ; défensif : défaite par 7 points d'écart maximum).

##### Finale régionale[9]
| 26 avril 2014 | Los Angeles Rugby | 31 - 24 | San Diego Old Aztecs | Dodson Middle School, Rancho Palos Verdes (Californie) |
| 26 avril 2014 |                   |         |                      | Dodson Middle School, Rancho Palos Verdes (Californie) |
| 26 avril 2014 |                   |         |                      | Dodson Middle School, Rancho Palos Verdes (Californie) |

#### Pacific North

##### Classement[10]
| Rang | Club             | J | V | N | D | Bo | Bd | Pm  | Pe  | Diff | Pts  |
| ---- | ---------------- | - | - | - | - | -- | -- | --- | --- | ---- | ---- |
| 1    | Sacramento Lions | 9 | 8 | 0 | 1 | 8  | 0  | 344 | 192 | +152 | 40   |
| 2    | EPA Razorbacks   | 9 | 7 | 0 | 2 | 7  | 0  | 290 | 129 | +161 | 35   |
| 3    | Santa Rosa       | 9 | 6 | 0 | 3 | 9  | 0  | 372 | 185 | +187 | 33   |
| 4    | Fresno           | 9 | 5 | 0 | 4 | 6  | 0  | 198 | 235 | -37  | 26   |
| 5    | EPA Bull Dogs    | 6 | 5 | 0 | 1 | 5  | 0  | 346 | 78  | +268 | 25   |
| 6    | S.F.G.G. DI      | 8 | 3 | 0 | 5 | 6  | 0  | 236 | 256 | -20  | 18   |
| 7    | San Jose         | 9 | 2 | 0 | 7 | 4  | 0  | 160 | 333 | -173 | 12   |
| 8    | Diablo Gaels     | 9 | 0 | 0 | 9 | 2  | 0  | 82  | 358 | -276 | -13¹ |

¹Diablo Gaels a été sanctionné de 15 points de pénalité et EPA Bull Dogs ne dispute que 6 matchs.
|  | Qualifiés pour la phase finale régionale. |

Attribution des points : victoire sur tapis vert : 5, victoire : 4, match nul : 2, défaite : 0, forfait : -2 ; plus les bonus (offensif : 4 essais marqués ; défensif : défaite par 7 points d'écart maximum).

##### Tableau final
|  | Quarts de finale                   | Quarts de finale                      | Quarts de finale                   | Quarts de finale                   |                                        |                 | Demi-finales                           | Demi-finales                           | Demi-finales                           | Demi-finales                           |  |  | Finale                              | Finale                              | Finale                              | Finale                              |
|  |                                    |                                       |                                    |                                    |                                        |                 |                                        |                                        |                                        |                                        |  |  |                                     |                                     |                                     |                                     |
|  | 12 avril 2014, Fresno (Californie) | 12 avril 2014, Fresno (Californie)    | 12 avril 2014, Fresno (Californie) | 12 avril 2014, Fresno (Californie) |                                        |                 | 26 avril 2014, Sacramento (Californie) | 26 avril 2014, Sacramento (Californie) | 26 avril 2014, Sacramento (Californie) | 26 avril 2014, Sacramento (Californie) |  |  | 3 mai 2014, Sacramento (Californie) | 3 mai 2014, Sacramento (Californie) | 3 mai 2014, Sacramento (Californie) | 3 mai 2014, Sacramento (Californie) |
|  | 12 avril 2014, Fresno (Californie) | 12 avril 2014, Fresno (Californie)    | 12 avril 2014, Fresno (Californie) | 12 avril 2014, Fresno (Californie) |                                        |                 | 26 avril 2014, Sacramento (Californie) | 26 avril 2014, Sacramento (Californie) | 26 avril 2014, Sacramento (Californie) | 26 avril 2014, Sacramento (Californie) |  |  | 3 mai 2014, Sacramento (Californie) | 3 mai 2014, Sacramento (Californie) | 3 mai 2014, Sacramento (Californie) | 3 mai 2014, Sacramento (Californie) |
|  | Fresno RFC                         | Fresno RFC                            | 39                                 | 39                                 |                                        |                 | 26 avril 2014, Sacramento (Californie) | 26 avril 2014, Sacramento (Californie) | 26 avril 2014, Sacramento (Californie) | 26 avril 2014, Sacramento (Californie) |  |  | 3 mai 2014, Sacramento (Californie) | 3 mai 2014, Sacramento (Californie) | 3 mai 2014, Sacramento (Californie) | 3 mai 2014, Sacramento (Californie) |
|  | Fresno RFC                         | Fresno RFC                            | 39                                 | 39                                 |                                        |                 | 26 avril 2014, Sacramento (Californie) | 26 avril 2014, Sacramento (Californie) | 26 avril 2014, Sacramento (Californie) | 26 avril 2014, Sacramento (Californie) |  |  | 3 mai 2014, Sacramento (Californie) | 3 mai 2014, Sacramento (Californie) | 3 mai 2014, Sacramento (Californie) | 3 mai 2014, Sacramento (Californie) |
|  | San Francisco Golden Gate DI       | San Francisco Golden Gate DI          | 25                                 | 25                                 |                                        |                 | 26 avril 2014, Sacramento (Californie) | 26 avril 2014, Sacramento (Californie) | 26 avril 2014, Sacramento (Californie) | 26 avril 2014, Sacramento (Californie) |  |  | 3 mai 2014, Sacramento (Californie) | 3 mai 2014, Sacramento (Californie) | 3 mai 2014, Sacramento (Californie) | 3 mai 2014, Sacramento (Californie) |
|  | San Francisco Golden Gate DI       | San Francisco Golden Gate DI          | 25                                 | 25                                 | Fresno RFC                             | Fresno RFC      | 10                                     | 10                                     |                                        |                                        |  |  | 3 mai 2014, Sacramento (Californie) | 3 mai 2014, Sacramento (Californie) | 3 mai 2014, Sacramento (Californie) | 3 mai 2014, Sacramento (Californie) |
|  |                                    |                                       |                                    |                                    | Fresno RFC                             | Fresno RFC      | 10                                     | 10                                     |                                        |                                        |  |  | 3 mai 2014, Sacramento (Californie) | 3 mai 2014, Sacramento (Californie) | 3 mai 2014, Sacramento (Californie) | 3 mai 2014, Sacramento (Californie) |
|  |                                    |                                       | Sacramento Lions                   | Sacramento Lions                   | 60                                     | 60              |                                        |                                        |                                        |                                        |  |  | 3 mai 2014, Sacramento (Californie) | 3 mai 2014, Sacramento (Californie) | 3 mai 2014, Sacramento (Californie) | 3 mai 2014, Sacramento (Californie) |
|  |                                    |                                       |                                    |                                    | 60                                     | 60              |                                        |                                        |                                        |                                        |  |  | 3 mai 2014, Sacramento (Californie) | 3 mai 2014, Sacramento (Californie) | 3 mai 2014, Sacramento (Californie) | 3 mai 2014, Sacramento (Californie) |
|  |                                    | 26 avril 2014, Palo Alto (Californie) |                                    |                                    |                                        |                 |                                        |                                        |                                        |                                        |  |  | 3 mai 2014, Sacramento (Californie) | 3 mai 2014, Sacramento (Californie) | 3 mai 2014, Sacramento (Californie) | 3 mai 2014, Sacramento (Californie) |
|  |                                    |                                       |                                    |                                    |                                        |                 |                                        |                                        |                                        |                                        |  |  | 3 mai 2014, Sacramento (Californie) | 3 mai 2014, Sacramento (Californie) | 3 mai 2014, Sacramento (Californie) | 3 mai 2014, Sacramento (Californie) |
|  | Sacramento Lions                   | Sacramento Lions                      | 31                                 | 31                                 |                                        |                 |                                        |                                        |                                        |                                        |  |  |                                     |                                     |                                     |                                     |
|  | Sacramento Lions                   | Sacramento Lions                      | 31                                 | 31                                 | 12 avril 2014, Santa Rosa (Californie) |                 |                                        |                                        |                                        |                                        |  |  |                                     |                                     |                                     |                                     |
|  |                                    |                                       | Santa Rosa R.C.                    | Santa Rosa R.C.                    | 19                                     | 19              |                                        |                                        |                                        |                                        |  |  |                                     |                                     |                                     |                                     |
|  | San Jose RFC                       | San Jose RFC                          | Santa Rosa R.C.                    | Santa Rosa R.C.                    | 19                                     | 19              | 5                                      | 5                                      |                                        |                                        |  |  |                                     |                                     |                                     |                                     |
|  | San Jose RFC                       | San Jose RFC                          |                                    |                                    |                                        |                 |                                        |                                        |                                        |                                        |  |  |                                     |                                     |                                     |                                     |
|  | Santa Rosa R.C.                    | Santa Rosa R.C.                       | 71                                 | 71                                 |                                        |                 |                                        |                                        |                                        |                                        |  |  |                                     |                                     |                                     |                                     |
|  | Santa Rosa R.C.                    | Santa Rosa R.C.                       | 71                                 | 71                                 | Santa Rosa R.C.                        | Santa Rosa R.C. | 39                                     | 39                                     |                                        |                                        |  |  |                                     |                                     |                                     |                                     |
|  |                                    |                                       |                                    |                                    | Santa Rosa R.C.                        | Santa Rosa R.C. | 39                                     | 39                                     |                                        |                                        |  |  |                                     |                                     |                                     |                                     |
|  |                                    |                                       | EPA Razorbacks                     | EPA Razorbacks                     | 38                                     | 38              |                                        |                                        |                                        |                                        |  |  |                                     |                                     |                                     |                                     |
|  |                                    |                                       |                                    |                                    | 38                                     | 38              |                                        |                                        |                                        |                                        |  |  |                                     |                                     |                                     |                                     |
|  |                                    |                                       |                                    |                                    |                                        |                 |                                        |                                        |                                        |                                        |  |  |                                     |                                     |                                     |                                     |
|  |                                    |                                       |                                    |                                    |                                        |                 |                                        |                                        |                                        |                                        |  |  |                                     |                                     |                                     |                                     |
|  |                                    |                                       |                                    |                                    |                                        |                 |                                        |                                        |                                        |                                        |  |  |                                     |                                     |                                     |                                     |
|  |                                    |                                       |                                    |                                    |                                        |                 |                                        |                                        |                                        |                                        |  |  |                                     |                                     |                                     |                                     |

## Phase finale

### Tableau final
|  | Play-In                                | Play-In                          | Play-In                                | Play-In                                |                                       |                                   | Quarts de finale | Quarts de finale | Quarts de finale | Quarts de finale |  |  | Demi-finales | Demi-finales | Demi-finales | Demi-finales |  |  | Finale      | Finale      | Finale      | Finale      |
|  |                                        |                                  |                                        |                                        |                                       |                                   |                  |                  |                  |                  |  |  |              |              |              |              |  |  |             |             |             |             |
|  |                                        |                                  |                                        |                                        |                                       |                                   | 17 mai 2014      | 17 mai 2014      | 17 mai 2014      | 17 mai 2014      |  |  | 18 mai 2014  | 18 mai 2014  | 18 mai 2014  | 18 mai 2014  |  |  | 31 mai 2014 | 31 mai 2014 | 31 mai 2014 | 31 mai 2014 |
|  |                                        |                                  |                                        |                                        |                                       |                                   | 17 mai 2014      | 17 mai 2014      | 17 mai 2014      | 17 mai 2014      |  |  | 18 mai 2014  | 18 mai 2014  | 18 mai 2014  | 18 mai 2014  |  |  | 31 mai 2014 | 31 mai 2014 | 31 mai 2014 | 31 mai 2014 |
|  |                                        |                                  |                                        |                                        |                                       |                                   | 17 mai 2014      | 17 mai 2014      | 17 mai 2014      | 17 mai 2014      |  |  | 18 mai 2014  | 18 mai 2014  | 18 mai 2014  | 18 mai 2014  |  |  | 31 mai 2014 | 31 mai 2014 | 31 mai 2014 | 31 mai 2014 |
|  |                                        |                                  |                                        |                                        |                                       |                                   | 17 mai 2014      | 17 mai 2014      | 17 mai 2014      | 17 mai 2014      |  |  | 18 mai 2014  | 18 mai 2014  | 18 mai 2014  | 18 mai 2014  |  |  | 31 mai 2014 | 31 mai 2014 | 31 mai 2014 | 31 mai 2014 |
|  | [Red River 1] New Orleans Rugby        | [Red River 1] New Orleans Rugby  | 62                                     | 62                                     |                                       |                                   |                  |                  |                  |                  |  |  | 18 mai 2014  | 18 mai 2014  | 18 mai 2014  | 18 mai 2014  |  |  | 31 mai 2014 | 31 mai 2014 | 31 mai 2014 | 31 mai 2014 |
|  | [Red River 1] New Orleans Rugby        | [Red River 1] New Orleans Rugby  | 62                                     | 62                                     | Finale Pacific North, le 3 mai 2014   |                                   |                  |                  |                  |                  |  |  | 18 mai 2014  | 18 mai 2014  | 18 mai 2014  | 18 mai 2014  |  |  | 31 mai 2014 | 31 mai 2014 | 31 mai 2014 | 31 mai 2014 |
|  |                                        |                                  | [Pacific North] Sacramento Lions       | [Pacific North] Sacramento Lions       | 32                                    | 32                                |                  |                  |                  |                  |  |  | 18 mai 2014  | 18 mai 2014  | 18 mai 2014  | 18 mai 2014  |  |  | 31 mai 2014 | 31 mai 2014 | 31 mai 2014 | 31 mai 2014 |
|  | Sacramento Lions                       | Sacramento Lions                 | [Pacific North] Sacramento Lions       | [Pacific North] Sacramento Lions       | 32                                    | 32                                | 31               | 31               |                  |                  |  |  | 18 mai 2014  | 18 mai 2014  | 18 mai 2014  | 18 mai 2014  |  |  | 31 mai 2014 | 31 mai 2014 | 31 mai 2014 | 31 mai 2014 |
|  | Sacramento Lions                       | Sacramento Lions                 | 17 mai 2014                            |                                        |                                       |                                   | 31               | 31               |                  |                  |  |  | 18 mai 2014  | 18 mai 2014  | 18 mai 2014  | 18 mai 2014  |  |  | 31 mai 2014 | 31 mai 2014 | 31 mai 2014 | 31 mai 2014 |
|  | Santa Rosa RC                          | Santa Rosa RC                    | 19                                     | 19                                     |                                       |                                   |                  |                  |                  |                  |  |  | 18 mai 2014  | 18 mai 2014  | 18 mai 2014  | 18 mai 2014  |  |  | 31 mai 2014 | 31 mai 2014 | 31 mai 2014 | 31 mai 2014 |
|  | Santa Rosa RC                          | Santa Rosa RC                    | 19                                     | 19                                     | New Orleans Rugby                     | New Orleans Rugby                 | 34               | 34               |                  |                  |  |  |              |              |              |              |  |  | 31 mai 2014 | 31 mai 2014 | 31 mai 2014 | 31 mai 2014 |
|  | Finale Pacific South, le 26 avril 2014 |                                  |                                        |                                        | New Orleans Rugby                     | New Orleans Rugby                 | 34               | 34               |                  |                  |  |  |              |              |              |              |  |  | 31 mai 2014 | 31 mai 2014 | 31 mai 2014 | 31 mai 2014 |
|  |                                        |                                  | Dallas Rugby                           | Dallas Rugby                           | 29                                    | 29                                |                  |                  |                  |                  |  |  |              |              |              |              |  |  | 31 mai 2014 | 31 mai 2014 | 31 mai 2014 | 31 mai 2014 |
|  | Los Angeles Rugby                      | Los Angeles Rugby                | Dallas Rugby                           | Dallas Rugby                           | 29                                    | 29                                | 31               | 31               |                  |                  |  |  |              |              |              |              |  |  | 31 mai 2014 | 31 mai 2014 | 31 mai 2014 | 31 mai 2014 |
|  | Los Angeles Rugby                      | Los Angeles Rugby                | 18 mai 2014                            |                                        |                                       |                                   | 31               | 31               |                  |                  |  |  |              |              |              |              |  |  | 31 mai 2014 | 31 mai 2014 | 31 mai 2014 | 31 mai 2014 |
|  | San Diego Old Aztecs                   | San Diego Old Aztecs             | 24                                     | 24                                     |                                       |                                   |                  |                  |                  |                  |  |  |              |              |              |              |  |  | 31 mai 2014 | 31 mai 2014 | 31 mai 2014 | 31 mai 2014 |
|  | San Diego Old Aztecs                   | San Diego Old Aztecs             | 24                                     | 24                                     | [Pacific South] Los Angeles Rugby     | [Pacific South] Los Angeles Rugby | 5                | 5                |                  |                  |  |  |              |              |              |              |  |  | 31 mai 2014 | 31 mai 2014 | 31 mai 2014 | 31 mai 2014 |
|  | Barrage, le 3 mai 2014                 |                                  |                                        |                                        | [Pacific South] Los Angeles Rugby     | [Pacific South] Los Angeles Rugby | 5                | 5                |                  |                  |  |  |              |              |              |              |  |  | 31 mai 2014 | 31 mai 2014 | 31 mai 2014 | 31 mai 2014 |
|  |                                        |                                  | Dallas Rugby                           | Dallas Rugby                           | 51                                    | 51                                |                  |                  |                  |                  |  |  |              |              |              |              |  |  | 31 mai 2014 | 31 mai 2014 | 31 mai 2014 | 31 mai 2014 |
|  | [Frontier] Provo Steelers              | [Frontier] Provo Steelers        | Dallas Rugby                           | Dallas Rugby                           | 51                                    | 51                                | 12               | 12               |                  |                  |  |  |              |              |              |              |  |  | 31 mai 2014 | 31 mai 2014 | 31 mai 2014 | 31 mai 2014 |
|  | [Frontier] Provo Steelers              | [Frontier] Provo Steelers        | 17 mai 2014                            |                                        |                                       |                                   | 12               | 12               |                  |                  |  |  |              |              |              |              |  |  | 31 mai 2014 | 31 mai 2014 | 31 mai 2014 | 31 mai 2014 |
|  | [Red River 2] Dallas Rugby             | [Red River 2] Dallas Rugby       | 43                                     | 43                                     |                                       |                                   |                  |                  |                  |                  |  |  |              |              |              |              |  |  | 31 mai 2014 | 31 mai 2014 | 31 mai 2014 | 31 mai 2014 |
|  | [Red River 2] Dallas Rugby             | [Red River 2] Dallas Rugby       | 43                                     | 43                                     | New Orleans Rugby                     | New Orleans Rugby                 | 7                | 7                |                  |                  |  |  |              |              |              |              |  |  |             |             |             |             |
|  |                                        |                                  |                                        |                                        | New Orleans Rugby                     | New Orleans Rugby                 | 7                | 7                |                  |                  |  |  |              |              |              |              |  |  |             |             |             |             |
|  |                                        |                                  | Life Running Eagles                    | Life Running Eagles                    | 39                                    | 39                                |                  |                  |                  |                  |  |  |              |              |              |              |  |  |             |             |             |             |
|  |                                        |                                  |                                        |                                        | 39                                    | 39                                |                  |                  |                  |                  |  |  |              |              |              |              |  |  |             |             |             |             |
|  |                                        |                                  |                                        |                                        |                                       |                                   |                  |                  |                  |                  |  |  |              |              |              |              |  |  |             |             |             |             |
|  |                                        |                                  |                                        |                                        |                                       |                                   |                  |                  |                  |                  |  |  |              |              |              |              |  |  |             |             |             |             |
|  | [Atlantic North 1] N.Y.A.C.            | [Atlantic North 1] N.Y.A.C.      | 8                                      | 8                                      |                                       |                                   |                  |                  |                  |                  |  |  |              |              |              |              |  |  |             |             |             |             |
|  | [Atlantic North 1] N.Y.A.C.            | [Atlantic North 1] N.Y.A.C.      | 8                                      | 8                                      | Barrage, le 4 mai 2014                |                                   |                  |                  |                  |                  |  |  |              |              |              |              |  |  |             |             |             |             |
|  |                                        |                                  | Life Running Eagles                    | Life Running Eagles                    | 24                                    | 24                                |                  |                  |                  |                  |  |  |              |              |              |              |  |  |             |             |             |             |
|  | [Southern] Life Running Eagles         | [Southern] Life Running Eagles   | Life Running Eagles                    | Life Running Eagles                    | 24                                    | 24                                | 46               | 46               |                  |                  |  |  |              |              |              |              |  |  |             |             |             |             |
|  | [Southern] Life Running Eagles         | [Southern] Life Running Eagles   | 17 mai 2014                            |                                        |                                       |                                   | 46               | 46               |                  |                  |  |  |              |              |              |              |  |  |             |             |             |             |
|  | [Atlantic North 2] Old Blue RFC        | [Atlantic North 2] Old Blue RFC  | 26                                     | 26                                     |                                       |                                   |                  |                  |                  |                  |  |  |              |              |              |              |  |  |             |             |             |             |
|  | [Atlantic North 2] Old Blue RFC        | [Atlantic North 2] Old Blue RFC  | 26                                     | 26                                     | Life Running Eagles                   | Life Running Eagles               | 57               | 57               |                  |                  |  |  |              |              |              |              |  |  |             |             |             |             |
|  |                                        |                                  |                                        |                                        | Life Running Eagles                   | Life Running Eagles               | 57               | 57               |                  |                  |  |  |              |              |              |              |  |  |             |             |             |             |
|  |                                        |                                  | Metropolis Minneapolis                 | Metropolis Minneapolis                 | 19                                    | 19                                |                  |                  |                  |                  |  |  |              |              |              |              |  |  |             |             |             |             |
|  |                                        |                                  |                                        |                                        | 19                                    | 19                                |                  |                  |                  |                  |  |  |              |              |              |              |  |  |             |             |             |             |
|  |                                        |                                  |                                        |                                        |                                       |                                   |                  |                  |                  |                  |  |  |              |              |              |              |  |  |             |             |             |             |
|  |                                        |                                  |                                        |                                        |                                       |                                   |                  |                  |                  |                  |  |  |              |              |              |              |  |  |             |             |             |             |
|  | [Midwest] Metropolis Minneapolis       | [Midwest] Metropolis Minneapolis | 59                                     | 59                                     |                                       |                                   |                  |                  |                  |                  |  |  |              |              |              |              |  |  |             |             |             |             |
|  | [Midwest] Metropolis Minneapolis       | [Midwest] Metropolis Minneapolis | 59                                     | 59                                     | Finale Mid-Atlantic, le 27 avril 2014 |                                   |                  |                  |                  |                  |  |  |              |              |              |              |  |  |             |             |             |             |
|  |                                        |                                  | [Mid-Atlantic] Schuylkill River Exiles | [Mid-Atlantic] Schuylkill River Exiles | 8                                     | 8                                 |                  |                  |                  |                  |  |  |              |              |              |              |  |  |             |             |             |             |
|  | Schuylkill River Exiles                | Schuylkill River Exiles          | [Mid-Atlantic] Schuylkill River Exiles | [Mid-Atlantic] Schuylkill River Exiles | 8                                     | 8                                 | 22               | 22               |                  |                  |  |  |              |              |              |              |  |  |             |             |             |             |
|  | Schuylkill River Exiles                | Schuylkill River Exiles          |                                        |                                        |                                       |                                   |                  | 22               |                  |                  |  |  |              |              |              |              |  |  |             |             |             |             |
|  | Potomac Athletic                       | Potomac Athletic                 | 14                                     | 14                                     |                                       |                                   |                  |                  |                  |                  |  |  |              |              |              |              |  |  |             |             |             |             |
|  | Potomac Athletic                       | Potomac Athletic                 | 14                                     | 14                                     |                                       |                                   |                  |                  |                  |                  |  |  |              |              |              |              |  |  |             |             |             |             |
|  |                                        |                                  |                                        |                                        |                                       |                                   |                  |                  |                  |                  |  |  |              |              |              |              |  |  |             |             |             |             |

### Demi-finales
| 18 mai 2014 | Dallas Rugby | 29 - 34 | New Orleans Rugby | Spring Trail Park, Irving (Texas) |
| 18 mai 2014 |              |         |                   | Spring Trail Park, Irving (Texas) |
| 18 mai 2014 |              |         |                   | Spring Trail Park, Irving (Texas) |

| 18 mai 2014 | Life Running Eagles | 57 - 19 | Metropolis Minneapolis | Founders Field, Indianola (Pennsylvanie) |
| 18 mai 2014 |                     |         |                        | Founders Field, Indianola (Pennsylvanie) |
| 18 mai 2014 |                     |         |                        | Founders Field, Indianola (Pennsylvanie) |

### Finale
| 31 mai 2014 19 h 00 CET | Life Running Eagles | 39 - 7 (17 - 0) | New Orleans Rugby                                              | Breese Stevens Field, Madison (Wisconsin) |
| 31 mai 2014 19 h 00 CET | Essai(s) : Z. Simkins (2e), L. Cavanaugh (20e, 58e), C. Dirksen (29e, 46e), D. Gannon (64e), Th. Van (72e) Transformation(s) : A. MacGinty (20e, 46e) |                 | Essai(s) : J. Falcon (76e) Transformation(s) : Ch. Doyle (76e) | Breese Stevens Field, Madison (Wisconsin) |
| 31 mai 2014 19 h 00 CET | |                 |                                                                | Breese Stevens Field, Madison (Wisconsin) |